# Lekkoatletyka na Letnich Igrzyskach Olimpijskich 2024 – bieg na 400 m przez płotki kobiet
Bieg na 400 m przez płotki kobiet był jedną z konkurencji lekkoatletycznych rozgrywanych podczas igrzysk olimpijskich w Paryżu.
Wystartowało 39 zawodniczek z 25 krajów.

## Terminarz
| Data                          | Godzina |           |
| ----------------------------- | ------- | --------- |
| Niedziela, 4 sierpnia 2024    | 12:35   | Runda 1   |
| Poniedziałek, 5 sierpnia 2024 | 10:50   | Repasaże  |
| Wtorek, 6 sierpnia 2024       | 20:07   | Półfinały |
| Czwartek, 8 sierpnia 2024     | 21:25   | Finał     |

## Rekordy
|                   | Zawodnik                  | Wynik   | Miejsce | Data            |
| ----------------- | ------------------------- | ------- | ------- | --------------- |
| Rekord świata     | Sydney McLaughlin-Levrone | 50,65 s | Eugene  | 30 czerwca 2024 |
| Rekord olimpijski | Sydney McLaughlin-Levrone | 51,46 s | Tokio   | 4 sierpnia 2021 |

## Runda 1
Rozegrano 5 biegów eliminacyjnych. Do półfinału awansowały 3 pierwsze zawodniczki z każdego biegu oraz trzy z najlepszymi czasami. Pozostałe miały możliwość brania udziału w repasażach (z wyjątkiem DQ, DNF, DNS).
Źródło: olympics.com.

### Bieg 1
| Poz. | Zawodniczka            | Reprezentacja | Czas  | Uwagi |
| ---- | ---------------------- | ------------- | ----- | ----- |
| 1.   | Rushell Clayton        | Jamajka       | 54,32 | Q     |
| 2.   | Fatoumata Binta Diallo | Portugalia    | 54,75 | Q     |
| 3.   | Amalie Iuel            | Norwegia      | 54,82 | Q     |
| 4.   | Cathelijn Peeters      | Holandia      | 54,84 | q     |
| 5.   | Naomi van den Broeck   | Belgia        | 55,51 |       |
| 6.   | Rebecca Sartori        | Włochy        | 55,81 |       |
| 7.   | Chayenne da Silva      | Brazylia      | 56,52 |       |
| -    | Kemi Adekoya           | Bahrajn       | DNS   |       |

### Bieg 2
| Poz. | Zawodniczka         | Reprezentacja     | Czas  | Uwagi |
| ---- | ------------------- | ----------------- | ----- | ----- |
| 1.   | Jasmine Jones       | Stany Zjednoczone | 53,60 | Q     |
| 2.   | Rogail Joseph       | Południowa Afryka | 54,56 | Q     |
| 3.   | Savannah Sutherland | Kanada            | 54,80 | Q     |
| 4.   | Paulien Couckuyt    | Belgia            | 54,90 | q     |
| 5.   | Gianna Woodruff     | Panama            | 54,94 | SB    |
| 6.   | Ayomide Folorunso   | Włochy            | 55,03 |       |
| 7.   | Shana Grebo         | Francja           | 56,70 |       |
| 8.   | Carolina Krafzik    | Niemcy            | 58,49 |       |

### Bieg 3
| Poz. | Zawodniczka      | Reprezentacja     | Czas  | Uwagi |
| ---- | ---------------- | ----------------- | ----- | ----- |
| 1.   | Femke Bol        | Holandia          | 53,38 | Q     |
| 2.   | Shiann Salmon    | Jamajka           | 53,95 | Q     |
| 3.   | Zeney Geldenhuys | Południowa Afryka | 54,73 | Q     |
| 4.   | Anna Ryżykowa    | Ukraina           | 55,13 |       |
| 5.   | Jessie Knight    | Wielka Brytania   | 55,39 |       |
| 6.   | Mo Jiadie        | Chiny             | 55,43 |       |
| 7.   | Alanah Yukich    | Australia         | 55,46 |       |
| 8.   | Linda Angounou   | Kamerun           | 55,69 | NR    |

### Bieg 4
| Poz. | Zawodniczka      | Reprezentacja     | Czas  | Uwagi |
| ---- | ---------------- | ----------------- | ----- | ----- |
| 1.   | Anna Cockrell    | Stany Zjednoczone | 53,91 | Q     |
| 2.   | Lina Nielsen     | Wielka Brytania   | 54,65 | Q     |
| 3.   | Janieve Russell  | Jamajka           | 54,67 | Q     |
| 4.   | Hanne Claes      | Belgia            | 54,80 | q     |
| 5.   | Nikoleta Jíchová | Czechy            | 55,45 |       |
| 6.   | Grace Claxton    | Portoryko         | 56,29 |       |
| 7.   | Viivi Lehikoinen | Finlandia         | 55,67 |       |
| 8.   | Lauren Hoffman   | Filipiny          | 57,84 |       |

### Bieg 5
| Poz. | Zawodniczka               | Reprezentacja     | Czas  | Uwagi |
| ---- | ------------------------- | ----------------- | ----- | ----- |
| 1.   | Sydney McLaughlin-Levrone | Stany Zjednoczone | 53,60 | Q     |
| 2.   | Noura Ennadi              | Maroko            | 55,26 | Q     |
| 3.   | Louise Maraval            | Francja           | 55,32 | Q     |
| 4.   | Yasmin Giger              | Szwajcaria        | 55,44 |       |
| 5.   | Alice Muraro              | Włochy            | 55,62 |       |
| 6.   | Sarah Carli               | Australia         | 55,92 |       |
| 7.   | Line Kloster              | Norwegia          | 57,69 |       |
| 8.   | Wiktorija Tkaczuk         | Ukraina           | 58,10 | SB    |

## Repasaże
Do półfinału awansowały dwie pierwsze zawodniczki z każdego biegu.
Źródło: olympics.com.

### Bieg 1
| Poz. | Zawodniczka          | Reprezentacja | Czas         | Uwagi |
| ---- | -------------------- | ------------- | ------------ | ----- |
| 1.   | Ayomide Folorunso    | Włochy        | 55,07        | Q     |
| 2.   | Naomi van den Broeck | Belgia        | 55,11 (,107) | Q     |
|      | Alanah Yukich        | Australia     | 55,11 (,107) | Q     |
| 4.   | Grace Claxton        | Portoryko     | 55,94        |       |
| 5.   | Line Kloster         | Norwegia      | 56,73        |       |
| 6.   | Viivi Lehikoinen     | Finlandia     | 58,04        |       |
| 7.   | Wiktorija Tkaczuk    | Ukraina       | 59,40        |       |

### Bieg 2
| Poz. | Zawodniczka       | Reprezentacja   | Czas         | Uwagi |
| ---- | ----------------- | --------------- | ------------ | ----- |
| 1.   | Mo Jiadie         | Chiny           | 54,75        | Q     |
| 2.   | Jessie Knight     | Wielka Brytania | 55,10 (,093) | Q     |
| 3.   | Gianna Woodruff   | Panama          | 55,10 (,098) |       |
| 4.   | Nikoleta Jíchová  | Czechy          | 55,31        |       |
| 5.   | Rebecca Sartori   | Włochy          | 55,44        |       |
| 6.   | Carolina Krafzik  | Niemcy          | 56,02        |       |
| 7.   | Chayenne da Silva | Brazylia        | 56,56        |       |

### Bieg 3
| Poz. | Zawodniczka    | Reprezentacja | Czas  | Uwagi |
| ---- | -------------- | ------------- | ----- | ----- |
| 1.   | Shana Grebo    | Francja       | 54,91 | Q     |
| 2.   | Anna Ryżykowa  | Ukraina       | 54,95 | Q =   |
| 3.   | Linda Angounou | Kamerun       | 55,09 | NR    |
| 4.   | Sarah Carli    | Australia     | 55,12 |       |
| 5.   | Yasmin Giger   | Szwajcaria    | 55,18 |       |
| 6.   | Alice Muraro   | Włochy        | 55,48 |       |
| 7.   | Lauren Hoffman | Filipiny      | 58,28 |       |

## Półfinały
Do finału awansowały  dwie pierwsze zawodniczki z każdego biegu oraz dwie z najlepszymi czasami.
Źródło: olympics.com

### Bieg 1
| Poz. | Zawodniczka          | Reprezentacja     | Czas    | Uwagi |
| ---- | -------------------- | ----------------- | ------- | ----- |
| 1.   | Rushell Clayton      | Jamajka           | 53,00   | Q     |
| 2.   | Jasmine Jones        | Stany Zjednoczone | 53,83   | Q     |
| 3.   | Zeney Geldenhuys     | Południowa Afryka | 53,90   | PB    |
| 4.   | Shana Grebo          | Francja           | 54,84   |       |
| 5.   | Amalie Iuel          | Norwegia          | 54,88   |       |
| 6.   | Naomi van den Broeck | Belgia            | 54,94   |       |
| 7.   | Cathelijn Peeters    | Holandia          | 55,20   |       |
| 8.   | Lina Nielsen         | Wielka Brytania   | 1:31,22 |       |

### Bieg 2
| Poz. | Zawodniczka               | Reprezentacja     | Czas  | Uwagi |
| ---- | ------------------------- | ----------------- | ----- | ----- |
| 1.   | Sydney McLaughlin-Levrone | Stany Zjednoczone | 52,13 | Q     |
| 2.   | Louise Maraval            | Francja           | 53,83 | Q     |
| 3.   | Rogail Joseph             | Południowa Afryka | 54,12 | PB    |
| 4.   | Janieve Russell           | Jamajka           | 54,65 |       |
| 5.   | Ayomide Folorunso         | Włochy            | 54,92 |       |
| 6.   | Fatoumata Binta Diallo    | Portugalia        | 54,93 |       |
| 7.   | Anna Ryżykowa             | Ukraina           | 55,65 |       |
| 8.   | Hanne Claes               | Belgia            | 55,96 |       |

### Bieg 3
| Poz. | Zawodniczka         | Reprezentacja     | Czas  | Uwagi |
| ---- | ------------------- | ----------------- | ----- | ----- |
| 1.   | Femke Bol           | Holandia          | 52,57 | Q     |
| 2.   | Anna Cockrell       | Stany Zjednoczone | 52,90 | Q     |
| 3.   | Shiann Salmon       | Jamajka           | 53,13 | q     |
| 4.   | Savannah Sutherland | Kanada            | 53,80 | q     |
| 5.   | Paulien Couckuyt    | Belgia            | 54,64 | SB    |
| 6.   | Jessie Knight       | Wielka Brytania   | 54,90 |       |
| 7.   | Alanah Yukich       | Australia         | 55,49 |       |
| 8.   | Noura Ennadi        | Maroko            | 55,50 |       |
| 9.   | Mo Jiadie           | Chiny             | 55,63 |       |

## Finał
Źródło: olympics.com
| Poz. | Zawodniczka               | Reprezentacja     | Czas  | Uwagi |
| ---- | ------------------------- | ----------------- | ----- | ----- |
| 1.   | Sydney McLaughlin-Levrone | Stany Zjednoczone | 50,37 | WR    |
| 2.   | Anna Cockrell             | Stany Zjednoczone | 51,87 | PB    |
| 3.   | Femke Bol                 | Holandia          | 52,15 |       |
| 4.   | Jasmine Jones             | Stany Zjednoczone | 52,29 | PB    |
| 5.   | Rushell Clayton           | Jamajka           | 52,68 |       |
| 6.   | Shiann Salmon             | Jamajka           | 53,29 |       |
| 7.   | Savannah Sutherland       | Kanada            | 53,88 |       |
| 8.   | Louise Maraval            | Francja           | 54,53 |       |